# Estadio El Segalar
El estadio El Segalar fue un campo de fútbol de la localidad oscense de Binéfar, España, construido en 1950. Desaparecería como estadio de fútbol en 2008. Fue el terreno de juego del Club Deportivo Binéfar.

## Historia
Tenía una capacidad para 5000 espectadores y era utilizado por el Club Deportivo Binéfar. La dimensiones del terreno de juego eran de 102 por 65 m. 
Contaba además con piscina desde el mismo año de la construcción del estadio, para beneficio de toda la localidad, ya que además eran los terrenos de la institución franquista de Educación y Descanso, por lo que además sería de titularidad municipal. Con la llegada de la democracia pasaría a manos del consistorio binefarense que coordiandamente trabajaría con el Club Deportivo Binéfar, hasta que club y ayuntamiento consideraran que, en 2008, era el momento de tener un nuevo campo de fútbol, acorde con los tiempos e instalaciones requeridas para las competiciones, ya que El Segalar había quedado obsoleto. El campo de futbol en sí se demolió parcialmente en 2010 para reconvertirlo totalmente en polideportivo municipal, dejando su césped para uso lúdico de las piscinas del mismo, y parte de las gradas. Mientras que el C.D. Binéfar pasó a jugar sus partidos en el nuevo Estadio de Los Olmos. 
El estadio albergó partidos tanto de las categorías regionales aragonesas como de la Tercera División española, la Segunda B, la Copa Federación, la Copa del Rey, o la Copa de la Liga de Segunda B.